# Franz Beckert
Franz Beckert (13 marzo 1907 – 7 settembre 1973) è stato un ginnasta tedesco.

## Palmarès

### Olimpiadi
- 1 medaglia:
  - 1 oro (Berlino 1936 a squadre)